# Sergej Petrenko (kanovaarder)
Sergej Petrenko (Chmelnytsky, 8 december 1956) was een Sovjet-Oekraïens kanovaarder.
Petrenko won in 1976 olympisch goud in de C-2 over 500 en 1000 meter samen met Aleksandr Vinogradov.

## Belangrijkste resultaten

### Olympische Zomerspelen
| Editie | Plaats   | Resultaten         |
| ------ | -------- | ------------------ |
| 1976   | Montreal | C-2 500m C-2 1000m |
| 1980   | Moskou   | 6e C-2 500m        |

### Wereldkampioenschappen vlakwater
| Jaar | Plaats      | Resultaten  |
| ---- | ----------- | ----------- |
| 1974 | Mexico-stad | C-1 500 m   |
| 1975 | Belgrado    | C-1 500 m   |
| 1977 | Sofia       | C-2 10000 m |
| 1978 | Belgrado    | C-2 500 m   |
| 1979 | Duisburg    | C-2 500 m   |
| 1982 | Belgrado    | C-2 500 m   |
| 1983 | Tampere     | C-2 10000 m |

1976: Sergej Petrenko & Aleksandr Vinogradov ·
1980: László Foltán & István Vaskuti ·
1984: Matija Ljubek & Mirko Nišović ·
1988: Nicolae Juravschi & Viktor Reneiski ·
1992: Dmitri Dovgalenok & Aleksandr Maseikov ·
1996: Csaba Horváth & György Kolonics ·
2000: Ferenc Novák & Imre Pulai ·
2004: Meng Guanliang & Yang Wenjun ·
2008: Meng Guanliang & Yang Wenjun ·
2024: Liu Hao & Ji Bowen
1936: Jan Brzák-Felix & Vladimír Syrovátka ·
1948: Jan Brzák-Felix & Bohumil Kudrna ·
1952: Finn Haunstoft & Bent Peder Rasch ·
1956: Alexe Dumitru & Simion Ismailciuc ·
1960: Leonid Geisjtor & Sergej Makarenko ·
1964: Andrei Chimitsj & Stepan Osjtsjepkov ·
1968: Serghei Covaliov & Ivan Patzaichin ·
1972: Vladislavas Česiūnas & Joeri Lobanov ·
1976: Sergej Petrenko & Aleksandr Vinogradov ·
1980: Ivan Patzaichin & Toma Simionov ·
1984: Ivan Patzaichin & Toma Simionov ·
1988: Nicolae Juravschi & Viktor Reneiski ·
1992: Ulrich Papke & Ingo Spelly ·
1996: Andreas Dittmer & Gunar Kirchbach ·
2000: Florin Popescu & Mitică Pricop ·
2004: Christian Gille & Tomasz Wylenzek ·
2008: Aliaksandr Bahdanovitsj & Andrei Bahdanovitsj ·
2012: Peter Kretschmer & Kurt Kuschela ·
2016: Sebastian Brendel & Jan Vandrey ·
2020: Fernando Jorge & Serguey Torres